# Ménil-sur-Belvitte
 Ménil-sur-Belvitte  es una población y comuna francesa, en la región de Lorena, departamento de Vosgos, en el distrito de Épinal y cantón de Rambervillers.

## Demografía
| 336 | 324 | 299 | 274 | 284 | 283 |
| Para los censos de 1962 a 1999 la población legal corresponde a la población sin duplicidades (Fuente: INSEE [Consultar]) |     |     |     |     |     |